# 弥生 (東久留米市)
弥生（やよい）は、東京都東久留米市の町域。

現行行政地名は　弥生一丁目から弥生ニ丁目。郵便番号は203-0034。

## 地理
東久留米市の南部。
東から時計回りに、小平市花小金井、小平市大沼町、東久留米市滝山、に隣接する。
街区は細長く花小金井の街区に突き出した配置となる。

## 小・中学校の学区
市立小・中学校に通う場合、学区は以下の通りとなる。

2025年4月現在
| 丁目   | 番地 | 小学校     | 変更承認区域 |
| ------ | ---- | ---------- | ------------ |
| 一丁目 | 全域 | 第九小学校 |              |
| 二丁目 | 全域 | 第九小学校 |              |

| 丁目   | 番地 | 中学校   | 変更承認区域 |
| ------ | ---- | -------- | ------------ |
| 一丁目 | 全域 | 西中学校 |              |
| 二丁目 | 全域 | 西中学校 |              |

## 交通

### 鉄道
| 近隣の駅                       |
| ------------------------------ |
| 西武新宿線 - 花小金井駅(SS 18) |

### バス
- 西武バス滝山営業所

…が周辺の路線を運行している。

### 道路
- 東京都道245号杉並田無線 - (新青梅街道)